# Grange des Carrons
La grange des Carrons est une grange située à Saint-Cyr-sur-Menthon, en France.

## Description
La grange est située dans le département français de l'Ain, sur la commune de Saint-Cyr-sur-Menthon.
L'édifice est inscrit au titre des monuments historiques en 1925.